# John N. Mitchell
John Newton Mitchell, född 15 september 1913 i Detroit, Michigan, död 9 november 1988 i Washington, D.C., var en amerikansk republikansk politiker och advokat.
Mitchell avlade juristexamen vid Fordham University. Han deltog i andra världskriget och fick en Silver Star, den femte högsta amerikanska militära medaljen.
Han var Richard Nixons kampanjchef i 1968 års presidentval. Han tjänstgjorde som USA:s justitieminister 1969-1972. Han avgick för att åter leda en vinnande kampanj för Nixon.
1972 ledde Mitchell i sin egenskap av kampanjchef kommittén för återval av president Richard Nixon. Kommittén (Committee to Re-elect the President) blev känd under beteckningen CREEP. Som kommitténs ordförande anställde Mitchell James McCord, en av inbrottstjuvarna i Watergateaffären.
Vita Husets bandinspelningar avslöjade att Mitchell hade både deltagit i planeringen av inbrottet och i nedtystandet av skandalen. 1975 dömdes han för stämpling, förhindrandet av rättvisan och mened. Han fick ett fängelsestraff mellan två och ett halvt och åtta år.
Mitchell yttrade en av de mest kända hotelser mot en publicist i amerikansk historia. När reportern Carl Bernstein skulle skriva en artikel om Watergateaffären 1972, fick han av Mitchell en hotelse mot Katharine Grahams person: Katie Graham's gonna get her tit caught in a big fat wringer if that's published. Katharine Graham var ansvarig utgivare för Washington Post, där Bernsteins och Bob Woodwards reportage om Watergateaffären publicerades.
Mitchells grav finns på Arlingtonkyrkogården.